# Giovanni Zappettini
Giovanni Zappettini (Bergamo, 17 novembre 1878 – Bergamo, 1º ottobre 1958) è stato un pittore e decoratore italiano.

## Biografia

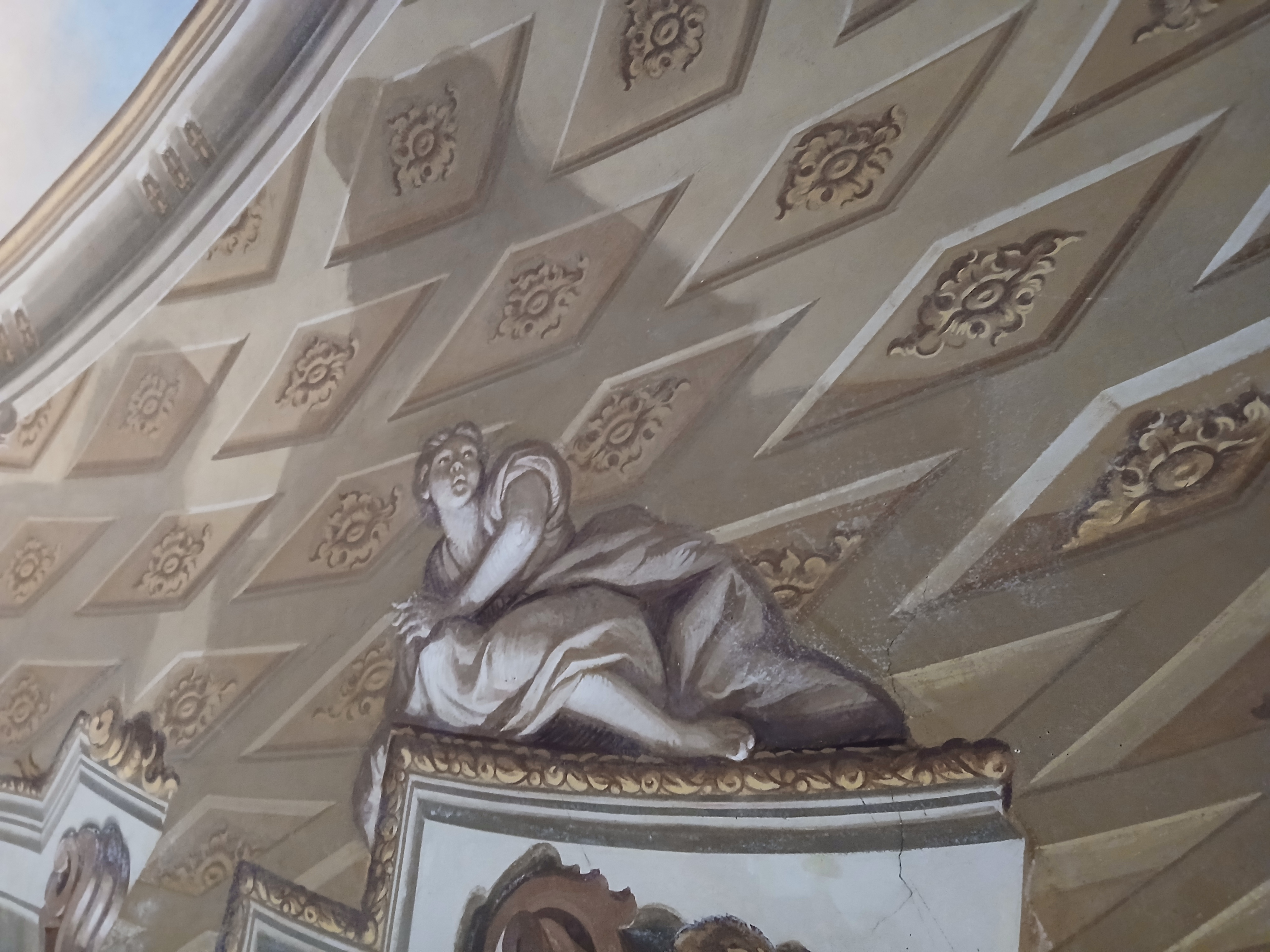
Fregio della volta del Teatro dell'Oratorio dell'Immacolata, Bergamo

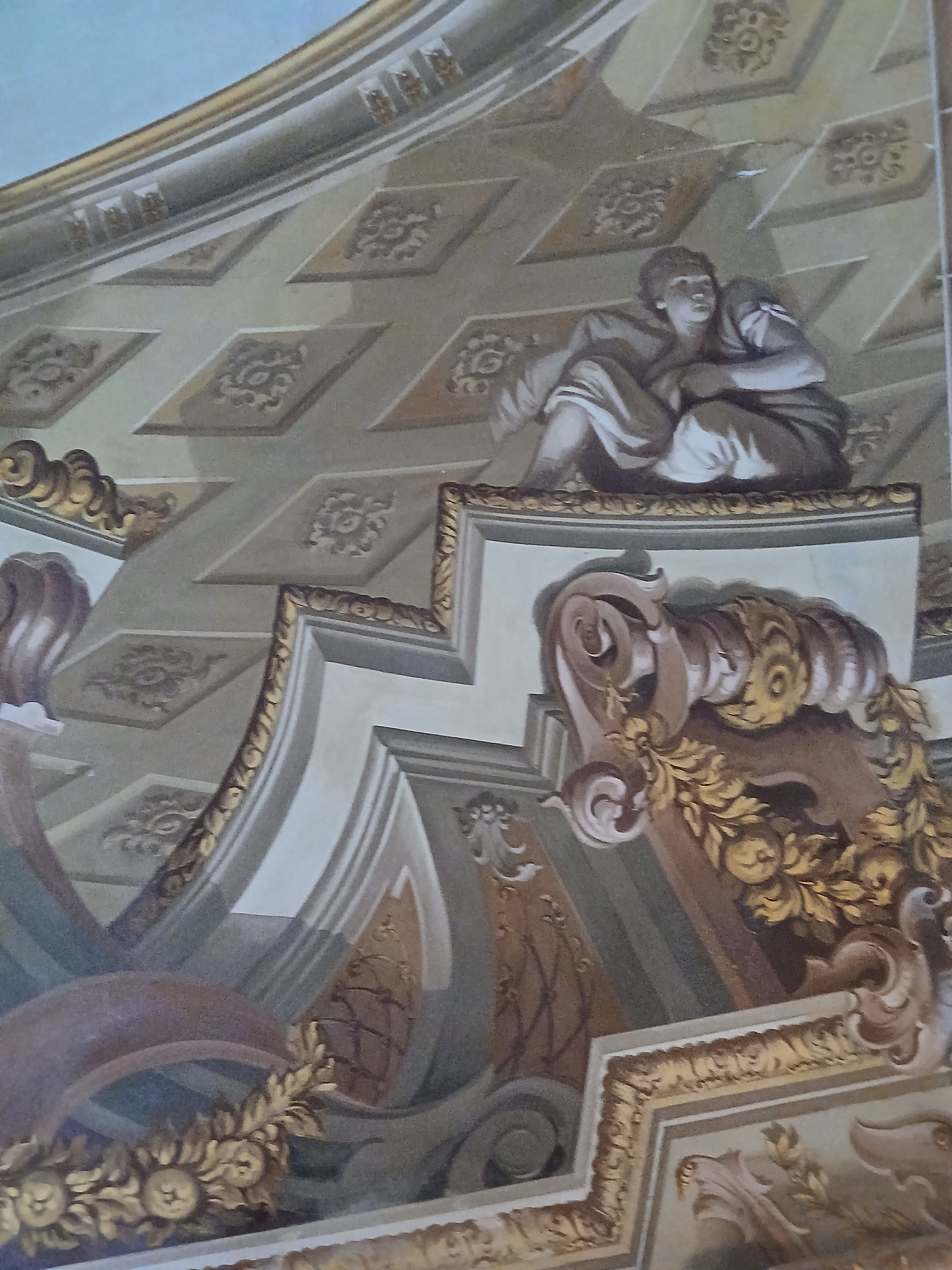
Scorcio prospettico. Volta del Teatro dell'Immacolata, Bergamo

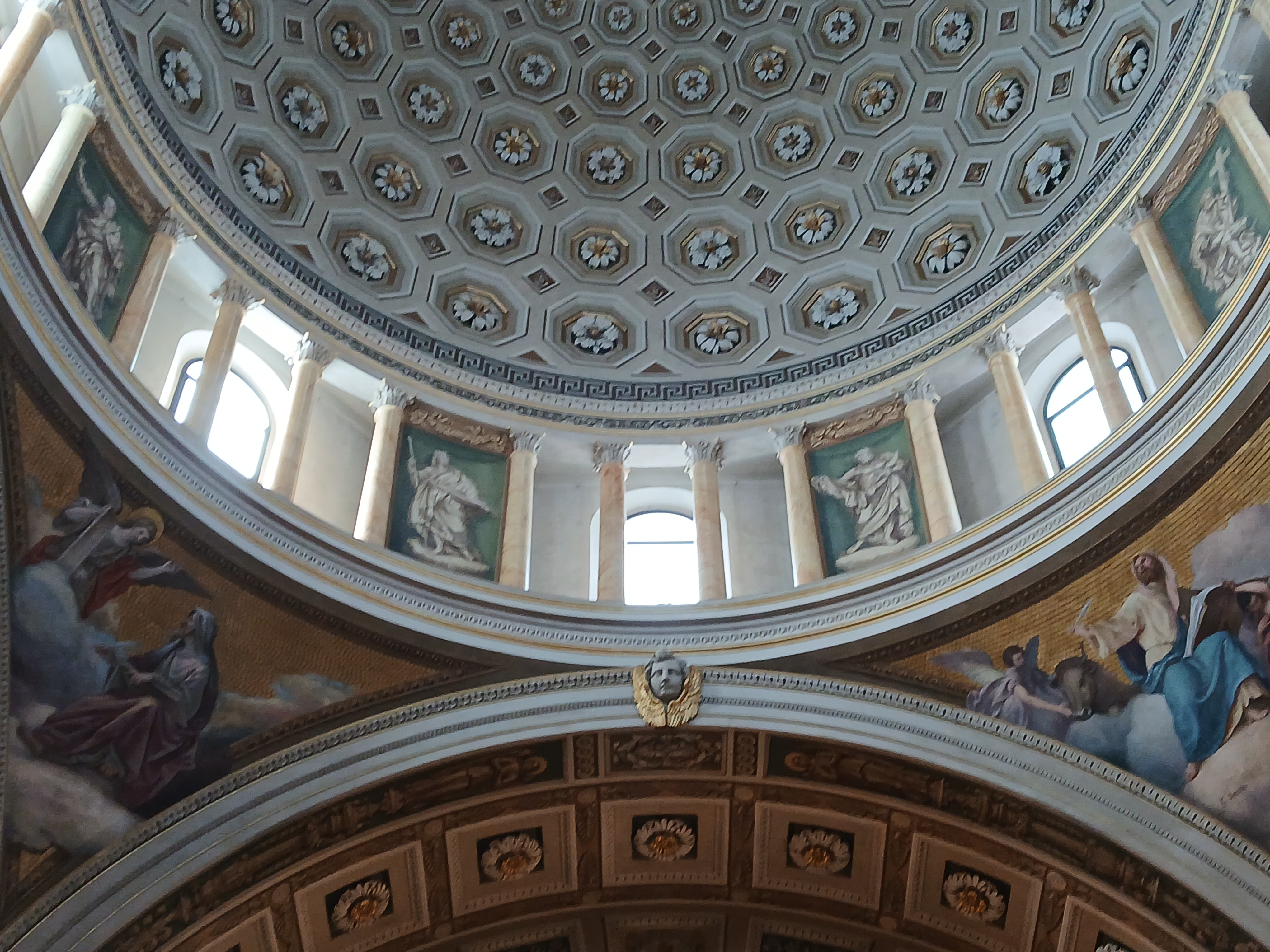
Decorazione della cupola della chiesa di san Giorgio a Boltiere (1909)

Giovanni Domenico Zappettini frequentò la Scuola d'Ornato (1892-1896) studiando con Cesare Tallone e Giovanni Cominetti, e in seguito disegno con Ponziano Loverini presso la Scuola di Pittura dell’Accademia Carrara di Bergamo, e il corso biennale per decoratori con Giuseppe Rota presso la Scuola industriale (1896-1897). Insieme al fratello Domenico creò e diresse la bottega di pittura F.lli Zappettini che decorava chiese e residenze private ad affresco e che eseguì delle scenografie per le opere liriche del teatro di Bergamo. Nel 1899 realizzò gli allestimenti della Veglia artistica presso il teatro cittadino sotto la supervisione di Angelo Rota. Attivo nella prima metà del secolo XX, rappresentava le figure umane in modo animato e colorito. Insieme al fratello eseguì le decorazioni plastico-pittoriche delle chiese di Cenate San Martino (Cenate Sotto, 1905), di San Giorgio a Boltiere (1909), di Mariano al Brembo (1914), di San Bernardino a Bergamo (1914) e insieme a Girolamo Poloni dei dipinti in stile eclettico con reminiscenze gotiche nella cupola e nel presbiterio della chiesa di Rovetta.
La bottega dei fratelli Zappettini insieme a Luigi Viscardi eseguì il grande ciclo di affreschi e di decorazioni floreali e geometriche della chiesa (in collaborazione con l'indoratore Viscardi) e della volta del teatro (dipinto in collaborazione con il pittore Francesco Domenighini) dell’Oratorio dell’Incoronata di Bergamo (1905-1913).Il grande tondo Il trionfo delle arti che adorna la volta del teatro dell'Immacolata avvolge il variegato cromatismo delle figure delle arti e degli angioletti che le attorniano nella tenue luminosità dell'empireo celeste:
 Giovanni e Domenico Zappettini idearono l'apparato scenografico e dipinsero il grande quadro e gli stendardi che addobbavano la volta e le cappelle laterali della Basilica di Sant'Alessandro in Colonna di Bergamo, in collaborazione con lo scultore Clandestini e l'indoratore Viscardi, in occasione della celebrazione solenne del santo patrono nel 1905.. Insegna architettura e prospettiva presso la Scuola tecnica San Carlo di Torino negli anni della prima guerra mondiale. In seguito collabora agli allestimenti scenografici del Teatro Donizetti di Bergamo e del Teatro alla Scala di Milano di cui restano schizzi e studi prospettici. Personalità schiva, realizzò la prima esposizione personale presso la Galleria permanente di Bergamo nell'aprile 1945, partecipò alla Mostra di pittura e scultura a Trescore Balneario nel 1954 e gli è stata dedicata una mostra commemorativa nella città natale nel 1973.